# Timpano (anatomia)
In anatomia, il timpano (detto anche membrana timpanica) è una membrana semitrasparente facente parte dell'orecchio medio situata al termine del condotto uditivo esterno separandolo dalla cassa del timpano. La sua funzione consiste nel trasmettere le vibrazioni generate dalle onde sonore alla catena degli ossicini, costituita in senso latero-mediale (dall'esterno verso l'interno) da martello, incudine e staffa.
Presenta una forma ad imbuto ellittico con un asse verticale maggiore di 9-10 mm, un asse orizzontale di circa 8-9 mm, una concavità laterale e una convessità mediale. Ha un'inclinazione di 55° con il pavimento del condotto uditivo esterno e rivolge la sua faccia laterale in basso leggermente in avanti. Ha uno spessore di circa 0,1 mm e una superficie di circa 85 mm2.

## Disposizione e rapporti
La membrana si fissa tramite un anello cartilagineo incompleto, l'orletto anulare, al solco timpanico presente solo sull'osso timpanico in basso. In alto, in corrispondenza della squama del temporale, al posto dell'orletto trovano posto i legamenti timpanomalleolari.
Il timpano presenta due superfici, una laterale e una mediale rivolte rispettivamente verso il meato esterno e la cassa del timpano.
La superficie laterale presenta la stria malleolare, una stria chiara dovuta al manico del martello in trasparenza.

Con la superficie mediale, sulla quale è applicato il manico del martello, prende rapporto con la corda del timpano il ramo del nervo facciale.

## Vascolarizzazione e innervazione
La superficie cutanea è irrorata dalle arterie timpanica inferiore e auricolare profonda e la superficie mucosa dalle timpanica anteriore e stilomastoidea. I rami delle arterie percorrono radialmente la membrana verso il centro e il manico del martello porta con sé l'arteria del manico del martello, il ramo più grosso.
Le vene sono tributarie della vena giugulare esterna (parte cutanea), del plesso pterigoideo e della vena giugulare interna (parte mucosa).
I vasi linfatici sono esterni (che fanno capo ai linfonodi auricolari anteriori e posteriori) e interni (facenti capot ai linfonodi parotidei).
L'innervazione è data dal nervo auricolotemporale, dal ramo auricolare del nervo vago e dal nervo timpanico, ramo del nervo glossofaringeo.

## Struttura
Il timpano, sia dal punto di vista strutturale che istologico che funzionale, è diviso in due parti: una pars tensa più estesa delimitata dall'orletto anulare e deputata alla trasformazione di onde sonore in vibrazione e una pars flaccida più piccola in alto. Queste due parti sono separate dai legamenti timpanicomalleolari anteriore e posteriore che originano sulle estremità anteriore e posteriore del solco del timpano e si portano alla base del processo laterale del martello. Questi due legamenti formano due pieghe sulla faccia laterale del timpano, anteriore e posteriore.
La porzione della membrana timpanica che risponde maggiormente alle onde sonore è quella situata attorno e al di sotto del manico del martello, e ciò è giustificato dal fatto che è quest'ultimo a dover trasmettere la vibrazione all'incudine.

### Pars tensa
Nella pars tensa, la membrana presenta uno strato cuticolare esterno che continua con quella del meato, uno strato mucoso interno e uno strato fibroso intermedio costituito da fibre collagene.
Lo strato cuticolare è rivestito da cute sottile formata da un'epidermide priva di peli e formata da solo 10 file di cellule e un derma formato da fibroblasti rigonfi e una sottile rete vascolare.
Lo strato mucoso è rivestito dalla mucosa che ricopre anche il cavo del timpano. Qui è presente solo uno strato di cellule cubiche prive di ciglia e cellule mucipare. Presenta un'irrorazione separata da quella cuticolare.
Lo strato fibroso è formato da una parte esterna costituita di fibre radiate che dalla periferia dell'orletto anulare si portano al manico del martello e una parte interna dai fibre circolari che formano diverse anse concentriche intorno al manico. Di questo contingente interno fanno parte anche le fibre paraboliche e le fibre semilunari: le prime, similmente alle radiate, partono dal manico e vanno all'orlo della membrana mentre le seconde si inseriscono con entrambe le estremità dall'orlo della membrana e rivolgono la loro convessità verso l'umbo. Evidenze recenti suggeriscono che le fibre che compongono questo strato non siano collagene, ma di una composizione particolare specifica per questa regione.
È proprio grazie a questo contingente fibroso che il timpano ha la capacità di vibrare con le onde sonore.
Il timpano è in stretto contatto con il primo degli ossicini, il martello, il quale con il suo manico crea una zona rilevata che termina approssimativamente al centro della membrana stessa. Da questo punto origina un'area di forma triangolare (triangolo luminoso) che, essendo perpendicolare all'asse del meato acustico esterno, riflette i raggi luminosi e risulta perciò visibile all'otoscopia come area lucente. La mancata o deformata visione di tale area viene messa in rapporto con processi patologici dell'orecchio medio che alterano la posizione della membrana rispetto all'asse del meato acustico esterno modificandone perciò la capacità riflettente.

### Pars flaccida
Nella pars flaccida o membrana di Schrapnell nello strato intermedio non sono presenti fibre, ma bensì tessuto connettivo lasso che la rende più debole e flaccida per l'appunto.
Nel complesso, la pars flaccida, costituisce una piccola area triangolare posta nella parte superiore della membrana, compresa fra i due legamenti timpanomalleolari e la parete superiore del meato. È larga circa 3 mm e alta 2 mm ed è in rapporto con il processo laterale del martello.

## Derivazione embriologica
Il timpano deriva dallo sviluppo dell'orecchio esterno e medio: è il risultato dell'incontro dell'espansione fra il primo solco faringeo e la prima tasca faringea. Il primo vero abbozzo di timpano è la membrana faringea che separa il solco dalla tasca in cui, durante lo sviluppo, la porzione mesenchima interna prolifera e si differenzia nel contingente fibroso. Verso la fine della vita fetale il timpano risulta essere la sottilissima fusione fra l'ectoderma del I solco faringeo che diventerà il rivestimento cutaneo, l'endoderma della I tasca faringea destinata a formare la mucosa timpanica e il mesenchima interno.

## Patologie
La perforazione del timpano può essere causata dall'introduzione di oggetti nel condotto uditivo, da un barotrauma o anche da un'otite media. La riduzione della capacità uditiva dipende da posizione e dimensione della perforazione attraverso la quale possono introdursi, in caso di entrata di acqua nell'orecchio medio, degli agenti patogeni.
Le perforazioni del timpano, se di piccole dimensioni, possono rimarginarsi spontaneamente; per perforazioni di dimensioni maggiori si può ricorrere alla ricostruzione della membrana, l'intervento prende il nome di timpanoplastica.
L'infiammazione del timpano è chiamata miringite, mentre la perforazione chirurgica della membrana utilizzata talvolta in caso di otite media per evitare una perforazione spontanea e permettere l'aspirazione del muco prende il nome di miringotomia.
Il colesteatoma congenito è invece un residuo di cellule epitaliali del tappo del meato acusto esterno che permane internamente o medialmente alla membrana timpanica e che appare come una struttura cistica bianca.